# Ho (Einheit)
Ho oder Ghe war ein chinesisches Volumen- und Getreidemaß.
- 1 Ho = 0,1224 Liter (1/8 Liter)
  - 1 Ho = 2 Yo = 10 Tscho